# Johnny Arnold
Johnny Arnold (Cowley, 30 novembre 1907 – Southampton, 4 aprile 1984) è stato un calciatore e crickettista inglese, di ruolo portiere.
Esercitò la professione di calciatore fino al 1933, ma nel 1931 giocò anche un match con la Nazionale inglese di cricket.

## Carriera

### Club
Trascorse tutta la carriera in club inglesi.

### Nazionale
Con la nazionale inglese giocò una partita nel 1933.

## Statistiche

### Cronologia presenze e reti in nazionale
| Cronologia completa delle presenze e delle reti in nazionale ― Inghilterra | Cronologia completa delle presenze e delle reti in nazionale ― Inghilterra | Cronologia completa delle presenze e delle reti in nazionale ― Inghilterra | Cronologia completa delle presenze e delle reti in nazionale ― Inghilterra | Cronologia completa delle presenze e delle reti in nazionale ― Inghilterra | Cronologia completa delle presenze e delle reti in nazionale ― Inghilterra | Cronologia completa delle presenze e delle reti in nazionale ― Inghilterra | Cronologia completa delle presenze e delle reti in nazionale ― Inghilterra |
| Data                                                                       | Città                                                                      | In casa                                                                    | Risultato                                                                  | Ospiti                                                                     | Competizione                                                               | Reti                                                                       | Note                                                                       |
| -------------------------------------------------------------------------- | -------------------------------------------------------------------------- | -------------------------------------------------------------------------- | -------------------------------------------------------------------------- | -------------------------------------------------------------------------- | -------------------------------------------------------------------------- | -------------------------------------------------------------------------- | -------------------------------------------------------------------------- |
| 1-4-1933                                                                   | Glasgow                                                                    | Scozia                                                                     | 2 – 1                                                                      | Inghilterra                                                                | Torneo Interbritannico 1933                                                | -                                                                          |                                                                            |
| Totale                                                                     |                                                                            | Presenze                                                                   | 1                                                                          |                                                                            | Reti                                                                       | 0                                                                          |                                                                            |